# Salzspeicher

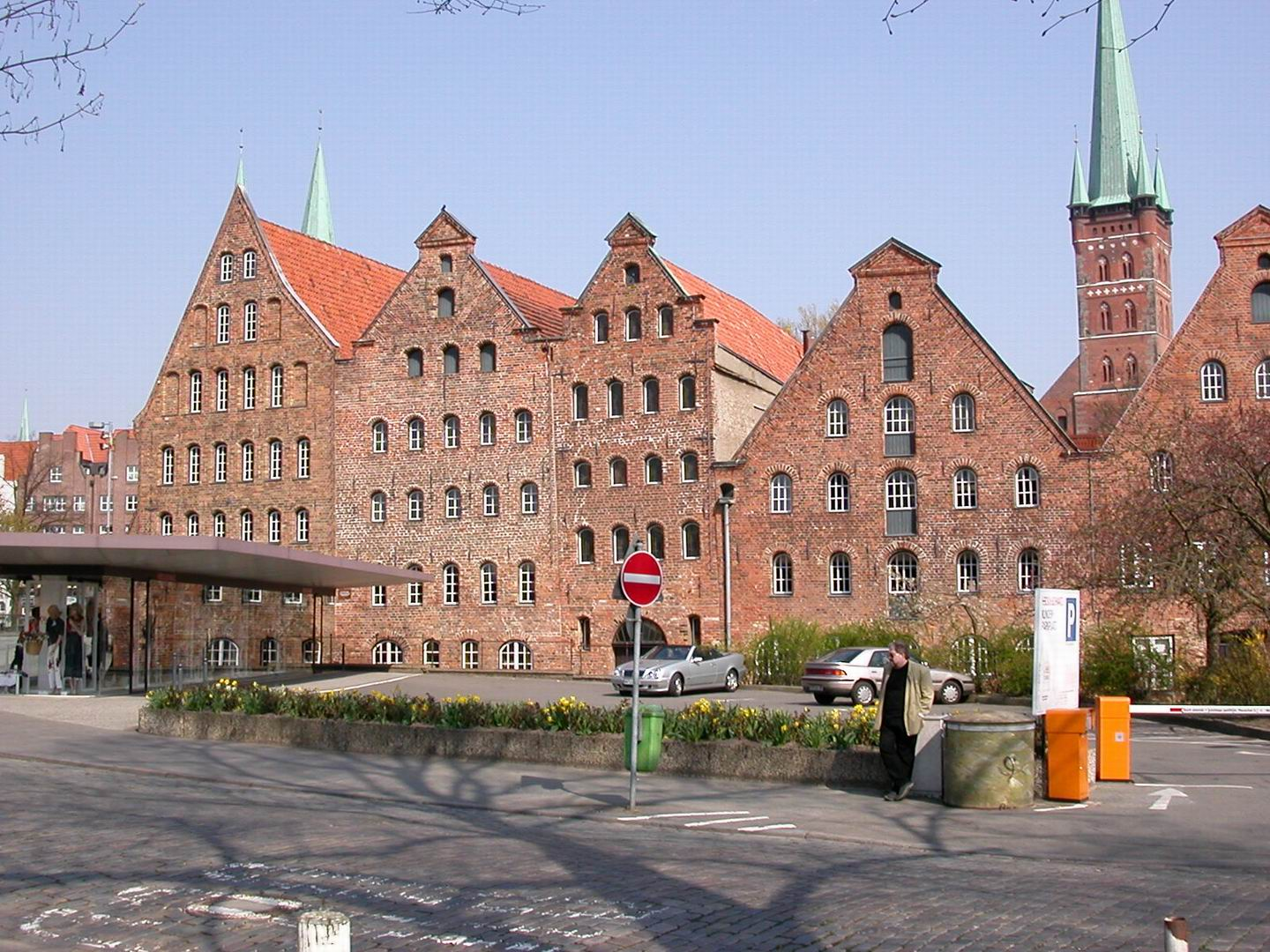
Von der Wallstraße her

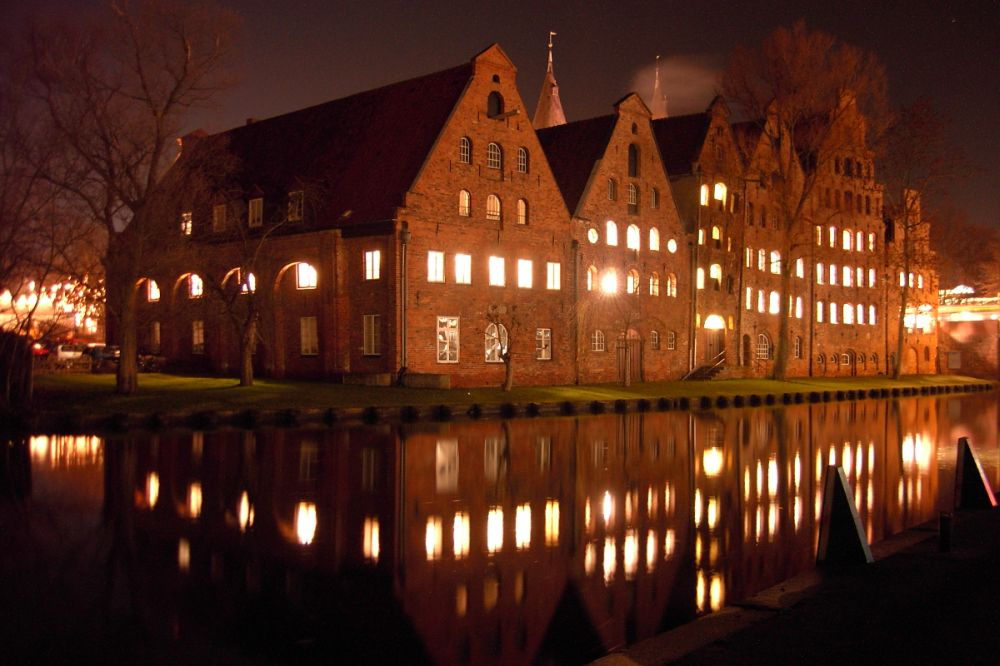
Von der Obertrave bei Nacht

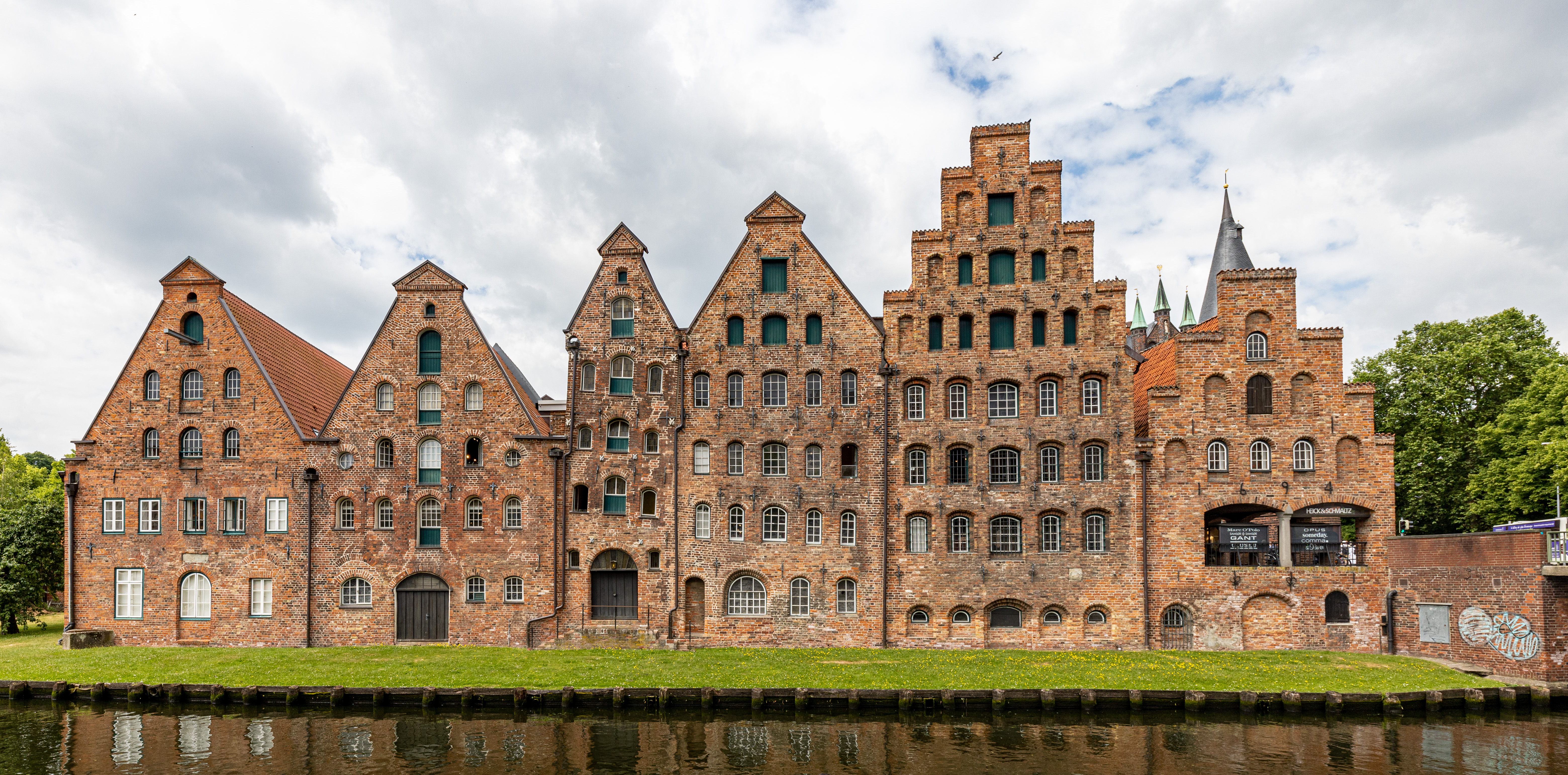
Salzspeicher bei normalen Wasserstand der Trave und ohne davorstehende Bäume (2021)

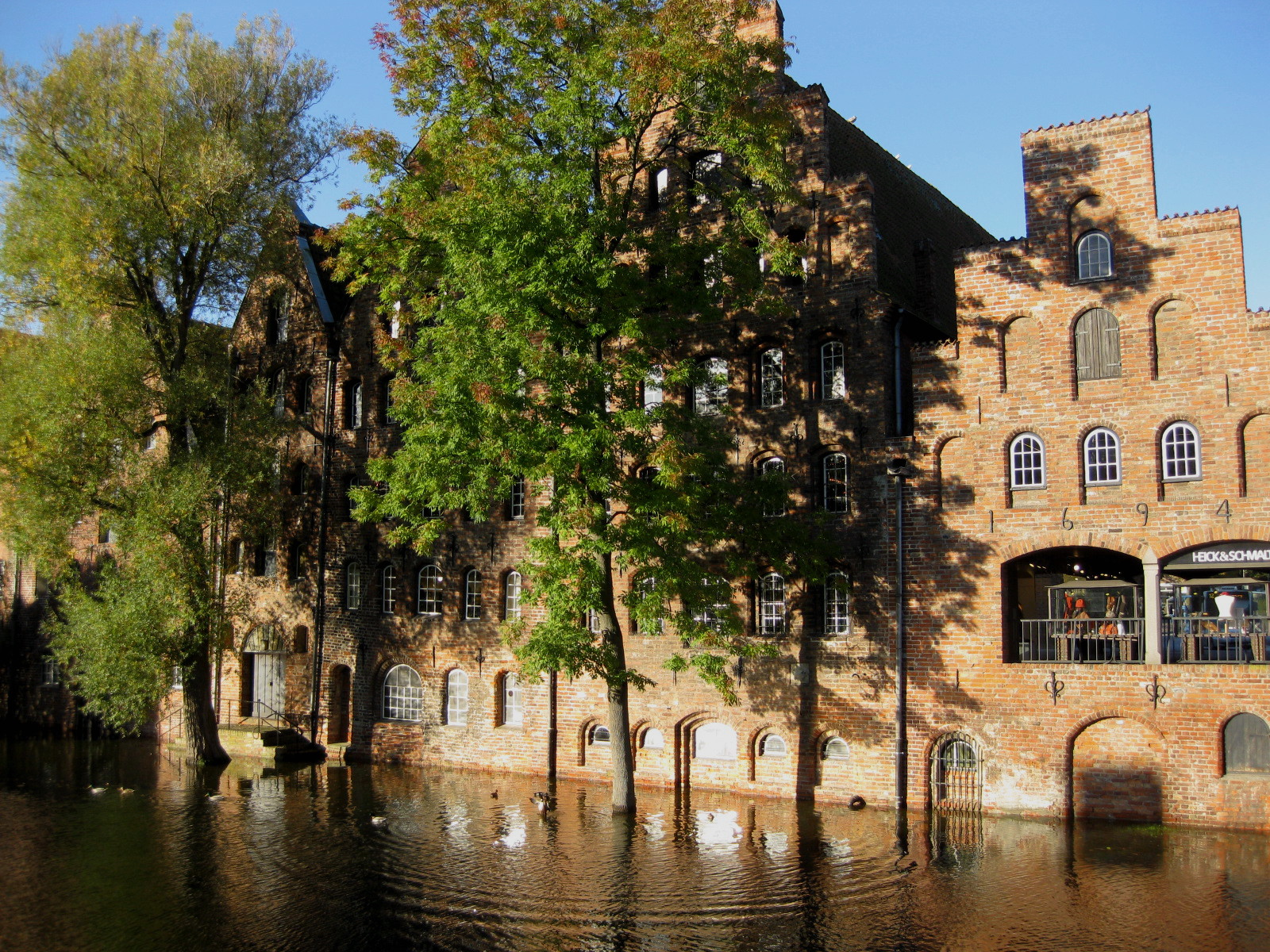
Die Salzspeicher bei Hochwasser der Trave (2009)

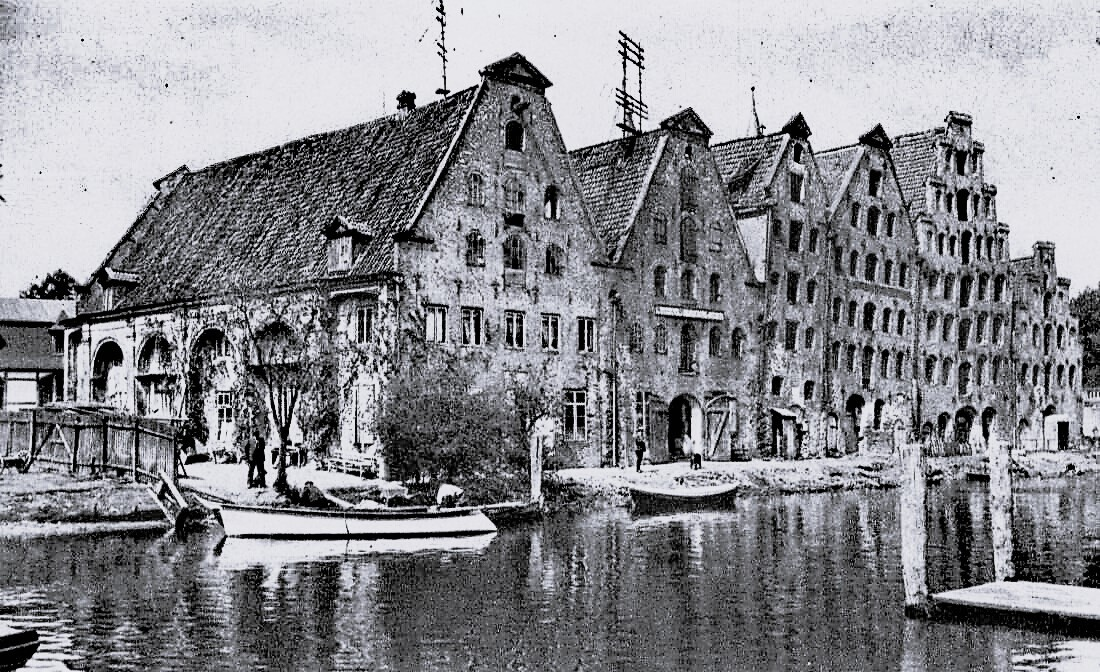
Die Lübecker Salzspeicher vor 1921

Die Salzspeicher sind eine Gruppe von Lagerhäusern an der Lübecker Obertrave direkt neben dem Holstentor. Sie wurden im Stil der Backsteinrenaissance und des Backsteinbarock erbaut.

## Geschichte und historische Bedeutung
Erbaut wurden die Salzspeicher zwischen 1579 und 1745:
- Speicher 1 im Jahr 1579
- Speicher 2 im Jahr 1599
- Speicher 3 kurz nach 1600
- Speicher 4 im Jahr 1594
- Speicher 5 im Jahr 1743–1745
- Speicher 6 im Jahr 1743–1745.[1]

Ein Relief aus Klinker an der Fassade des nächst dem Holstentor gelegenen Speichers weist darauf hin, dass dieser sich noch bis 1839 im Eigentum der Saline Oldesloe befand. Die Speichergebäude dienten ursprünglich der Lagerung des aus Lüneburg über die Alte Salzstraße und später über den Stecknitz-Kanal herbeigeführten Salzes sowie des aus der Saline Oldesloe gewonnenen und mit Lastkähnen auf der Trave herangebrachten Salzes, das von Lübeck als Grundlage seines damaligen Reichtums nach ganz Skandinavien ausgeführt wurde. Das Salz wurde vornehmlich zum Konservieren von in Norwegen und Schonen gefangenem Fisch benötigt und ermöglichte so den Heringshandel als Fastenspeise mit dem Binnenland. Die Lage an der Holstenbrücke über die Trave als der ältesten festen Lübecker Brücke markierte im Mittelalter die Grenze zwischen dem Seehafen und dem Binnenhafen mit seiner Anbindung an die Elbe durch den Stecknitz-Kanal.
Die Salzspeicher sind als Kulturdenkmal unter den Nummern 1088 bis 1093 der Denkmalliste der Hansestadt Lübeck aufgeführt.

## Spätere Nutzung
In den Speichern wurden später auch Tuch, Korn oder Holz gelagert. Im Dritten Reich wurde einer der Speicher zu einem HJ-Heim umgebaut. Heute werden die Gebäude von einem Textilkaufhaus genutzt, das 1942 nach Bombardierung seiner ursprünglichen Geschäftsräume in einen der Salzspeicher als Ausweichquartier umzog und dort sein Geschäft beließ.
Die Lübecker Salzspeicher waren Drehort für die Filme Nosferatu – Eine Symphonie des Grauens von Friedrich Wilhelm Murnau von 1922 und ebenso für Werner Herzogs Nosferatu – Phantom der Nacht von 1979. In beiden Fällen dienten sie als Kulisse für das Haus, das der Vampir in Wisborg mietete.